# Qihe
Der Kreis Qihe (chinesisch 齐河县, Pinyin Qíhé Xiàn) ist ein Kreis in der chinesischen Provinz Shandong. Er gehört zum Verwaltungsgebiet der bezirksfreien Stadt Dezhou. Qihe hat eine Fläche von 1.411 km² und zählt 602.042 Einwohner (Stand: Zensus 2010). Sein Hauptort ist die Großgemeinde Yancheng (晏城镇).

## Administrative Gliederung
Auf Gemeindeebene setzt sich der Kreis aus neun Großgemeinden und fünf Gemeinden zusammen. 